# Layna
Layna war eine dreiköpfige deutsche christliche Band, bestehend aus Thea Eichholz, Bernd-Martin Müller und Ingo Beckmann.

## Geschichte
Das Trio, bestehend aus dem Ehepaar Thea Eichholz und Bernd-Martin Müller sowie Ingo Beckmann, formierte sich aus der Thea Eichholz Band im Jahr 1996, um sein erstes Album Nicht nur wenn die Sonne scheint einzuspielen. Dieses erschien 1997 bei Gerth Medien, produziert von Hans-Werner Scharnowski. Es folgten Konzerte deutschlandweit, Mitwirkungen bei Projekten wie Freundschaft von Jochen Rieger sowie im Jahre 2000 ein zweites Album mit dem Titel Wohin sonst. Der Titelsong wurde zum bekanntesten Erfolg der Gruppe, der heute in Gesangbüchern vieler Kirchen und Gemeinden vertreten ist. 2002 brachte Layna in Kollaboration mit befreundeten Künstlern wie Eberhard Rink, der Girlgroup Sharona und dem Kabaretttrio Die Mütter das Konzeptalbum Beschenkt: Lieder zu Hoch- und anderen Zeiten heraus. Im März 2003 trat die Band bei der europaweiten Broadcast-Evangelisation ProChrist auf. Im folgenden Interview sprach Bernd-Martin Müller über seine Erkrankung an Pankreastumor, der er im Oktober desselben Jahres erlag. Layna ist seither nicht mehr existent. Thea Eichholz verfolgt heute eine Solokarriere und ist ebenso wie Ingo Beckmann weiterhin im Andenken von Bernd-Martin Müller engagiert, so z. B. durch die Fortsetzung der Konzeptreihe Beschenkt mit befreundeten Musikern.

## Diskografie
| Jahr | Titel                            | Verlag       |
| ---- | -------------------------------- | ------------ |
| 1997 | Nicht nur wenn die Sonne scheint | Gerth Medien |
| 2000 | Wohin sonst                      | Gerth Medien |

### Kollaboratives Konzeptalbum
| Jahr | Titel     | Untertitel                         | Mitwirkende Künstler                      | Verlag       |
| ---- | --------- | ---------------------------------- | ----------------------------------------- | ------------ |
| 2002 | Beschenkt | Lieder für Hoch- und andere Zeiten | Layna; Sharona; Die Mütter; Eberhard Rink | Gerth Medien |

### Gastauftritte und Mitwirkung
| Jahr | Titel                 | Repräsentative Künstler                                | Verlag                 |
| ---- | --------------------- | ------------------------------------------------------ | ---------------------- |
| 1998 | Hoffnungsland         | Jürgen Werth, Johannes Nitsch, Hans-Werner Scharnowski | Felsenfest Musikverlag |
| 1999 | Zurück zu Dir         | Marion Warrington                                      | cap!-music             |
| 2000 | Freundschaft          | Jochen Rieger                                          | Gerth Medien           |
| 2000 | An einem sicheren Ort | Arne Kopfermann                                        | Gerth Medien           |